# Gerard Haitsma Mulier
Gerard Haitsma Mulier (Winterswijk, 27 april 1887 – Hilversum, 2 mei 1967) was een Nederlands bestuurder.

## Loopbaan
Haitsma Mulier was burgemeester van Sloten van 1913 tot 1919, wat zijn vader ook al was geweest van 1872 tot 1874. 
Hiernaast was Haitsma Mulier commissionair in effecten en assuradeur. Ook was hij de directeur van de N.V. Het Buitenverblijf in Nederland, de N.V. tot Exploitatie van (landgoed) De Hoogstraat en eigenaar van de firma G. Haitsma Mulier.
Later werd hij ook consul van Luxemburg te Utrecht

## Familie
Haitsma Mulier, lid van de familie Mulier, was een zoon van Eco Haitsma Mulier (1843-1920). Hij trouwde in 1914 met een dochter van Abel Labouchere en had vier kinderen.